# Заслужений працівник органів державної безпеки Республіки Білорусь
«Заслужений працівник органів державної безпеки Республіки Білорусь» — почесне звання.

## Порядок присвоєння
Присвоєння почесних звань Республіки Білорусь здійснює Президент Республіки Білорусь. Рішення щодо присвоєння 
державних нагород оформляються указами Президента Республіки Білорусь. Державні нагороди,в тому числі
почесні звання, вручає Президент Республіки Білорусь або інші службовці за його вказівкою. Присвоєння почесних 
звань РБ відбувається в урочистій атмосфері. Державна нагорода РБ вручається нагородженому особисто. У випадку
присвоєння почесного звання РБ з вручення державної нагороди видається посвідчення.
Особам, удостоєнних почесних звань РБ, вручають нагрудний знак.
Почесне звання «Заслужений працівник органів державної безпеки Республіки Білорусь» присвоюється військовим, які 
перебувають на службі в органах державної безпеки п'ятнадцять і більше років в календарному перерахунку, досягнення
високих результатів в оперативно-службовій діяльності, бездоганне виконання оперативних та інших завдань та 
проявленні при цьому ініціативу та наполегливість, за заслуги у справі зміцнення співробітництва між службою 
безпеки Республіки Білорусь та службами безпеки закордонних держав.